# Gabriela Cerruti
Gabriela Carla Cerruti (Punta Alta, 9 de diciembre de 1965) es una periodista, docente, escritora y política argentina. En el 2007 fue elegida legisladora de la Ciudad de Buenos Aires, y posteriormente reelegida para el período 2011–2015 por el bloque Nuevo Encuentro, partido del cual es una de las principales referentes en su distrito. Fue diputada nacional con mandato 2017–2021 por Unidad Ciudadana, cargo al que dimitió tras ser nombrada portavoz del Gobierno, con rango de ministra, encabezando la Unidad de Comunicación de Gestión Presidencial.
Entre el 1 de mayo de 2022 y el 10 de diciembre de 2023 también ocupó el cargo de Secretaria de Comunicación y Prensa de la Presidencia de la Nación Argentina como reemplazo de Juan José Ross tras una reorganización en el área de comunicación del gobierno nacional.

## Biografía
Comenzó sus estudios universitarios de periodismo en la Escuela Superior de Periodismo y Comunicación Social de la Universidad Nacional de La Plata, en 1983. Realizó una maestría en el Center for Communication and Information Studies de la Universidad de Westminster en Londres, donde se tituló en Master of Arts con la tesis «The War Against the Public Sphere».
Desde 1983 alternó sus estudios y la actividad docente con la profesional realizando diversas colaboraciones, primero para diferentes medios de La Plata y de la Ciudad de Buenos Aires y luego, en 1985 ingresó como redactora en la agencia de noticias nacional Noticias Argentinas y en el año 1987 como cronista en el semanario Somos, El Periodista y Página/12.
Continuó su desarrollo profesional en Página/12 pasando por diferentes lugares como redactora especial hasta 1991, editora hasta 1993, etapa en la que es enviada especial a Tailandia, Vietnam, Washington D. C., Nueva York, París, Bruselas, Roma, Fráncfort del Meno, Bonn, Estrasburgo, México, Chile, Uruguay y Madrid.
En septiembre de 1991 publicó su primer libro, El Octavo círculo. Crónica y entretelones de la Argentina Menemista junto a Sergio Ciancaglini en Editorial Planeta de Buenos Aires.
En junio de 1993 publicó El Jefe, vida y obra de Carlos Saúl Menem, superventas reeditado diecinueve veces.  Este libro le valió reviews en todos los medios más importantes de la Argentina y en El País (España), Financial Times y The Guardian (Reino Unido) y The New York Times (Estados Unidos). En 1993 es designada corresponsal de Página/12 en Londres, período en el que realizó sus estudios de posgrado y se especializó en cuestiones relacionadas con la memoria colectiva.
De regreso al país, en 1995, pasa a ocupar el cargo de jefa de la sección Política de Página/12 hasta el año 1997 en el que fundó y asumió la dirección del semanario Trespuntos, donde se publicó una entrevista a Alfredo Astiz. En junio de ese mismo año publicó su tercer libro Herederos del Silencio, un ensayo testimonial también en Editorial Planeta.
Si bien en el ámbito universitario ya había estado comprometida con la actividad política desde su participación en el Centro de Estudiantes de Periodismo y Comunicación Social, en el Consejo Estudiantil y como miembro de la Comisión de reforma del plan de estudios de la Facultad de Comunicación Social de la Universidad Nacional de La Plata, es en el año 2000 cuando ingresa de lleno en la función pública al participar en la fundación y asumir la Dirección Ejecutiva de la Comisión Provincial por la Memoria de la provincia de Buenos Aires. Desde ese año hasta el 2004 también dirige Puentes, revista de debate sobre la construcción de la memoria colectiva publicada por la Comisión.
En ese mismo período comenzó a trabajar en el ámbito del Gobierno de la Ciudad Autónoma de Buenos Aires coordinando el Programa Ciudad Abierta dependiente de la Secretaría de Cultura, hasta que en noviembre del 2004 asumió la Jefatura de Gabinete de la Vicejefatura de Gobierno.
Luego, en marzo de 2006 fue designada ministra de Derechos Humanos y Sociales de la ciudad.
En las elecciones celebradas en la Ciudad de Buenos Aires en junio de 2007 encabezó la lista 505 de diputados porteños y fue elegida para cumplir mandato desde diciembre del 2007 a diciembre del 2011. Durante los primeros dos años integró las Comisiones de desarrollo económico, Mercosur y políticas de empleo; Mujer, infancia, adolescencia y juventud; Obras y servicios públicos; hasta fines del 2010 también la comisión de Presupuesto, hacienda, administración financiera y política tributaria; y durante los años 2010 y 2011, la Comisión de asuntos constitucionales y la Comisión Especial de Políticas Públicas para la Ciudadanía Plena.
En marzo de 2010 vuelca el resultado de una investigación realizada durante más de dos años de labor legislativa en su último libro, El pibe. Negocios, intrigas y secretos de Mauricio Macri, el hombre que quiere ser Presidente, también por Editorial Planeta.
En diciembre del 2009, momento en el que se conformó, asumió la jefatura del bloque parlamentario de Nuevo Encuentro.
En julio de 2011 renueva su mandato como diputada encabezando la lista del Frente Nuevo Encuentro en su primera participación electoral en la ciudad como partido político tras haber logrado la personería jurídica definitiva en este distrito. Integró las comisiones de Justicia, Comunicación Social, Protección y Uso del Espacio Público, y continúa en Asuntos Constitucionales.
Realizó estudios en la Universidad de Westminster (Londres), sobre la destrucción de la esfera pública durante el autodenominado Proceso de Reorganización Nacional que gobernó la Argentina entre 1976 y 1983 dirigidos por Chantal Mouffe y John Keane.
En 2015, fue precandidata a jefe de Gobierno de la Ciudad de Buenos Aires por el Frente para la Victoria, de cara a las elecciones primarias de abril y las generales de julio de 2015. Sin embargo, no pudo participar de estas últimas por haber obtenido algo menos del 2,2 % de los votos. La interna del frente electoral quedó en manos de Mariano Recalde, quien fue candidato en las elecciones generales del 5 de julio.
En 2016 Gabriela Cerruti denunció penalmente a Mauricio Macri por «negociaciones incompatibles con la función pública», denunciando «omisiones» entre dos declaraciones juradas presentadas por Macri y «préstamos otorgados al empresario Nicolás Caputo, uno de los principales contratistas que tiene la Ciudad», señalado como testaferro del Presidente de la Nación.
En las elecciones legislativas del 2017 de la Ciudad de Buenos Aires, participó como segunda precandidata de Unidad Ciudadana en las P.A.S.O. de Unidad Porteña con Itai Hagman – AHORA Buenos Aires – y Guillermo Moreno de – Honestidad y Coraje -. Al haber ganado Unidad Ciudadana estas PASO, se presentó como segunda candidata a diputada nacional por la Ciudad Autónoma de Buenos Aires, resultando electa junto a Daniel Filmus y a Juan Cabandié, consagrando a Unidad Porteña como la primera fuerza opositora en porcentaje de votos (21,74 %).
Como diputada nacional se caracterizó por sus fuertes discursos parlamentarios. Fue una de las principales voces durante la sesión que logró la media sanción de la Ley de la Interrupción Voluntaria del Embarazo y  una de las representantes del Bloque de Diputados y Diputadas Nacionales del Frente para la Victoria – PJ a la hora de defender sus proyectos. Integró las comisiones de Juicio Político, Asuntos Constitucionales, Comunicaciones e Informática, De las personas mayores, Libertad de expresión, Peticiones, poderes y reglamento, Recursos naturales y Conservación del Ambiente Humano y la Comisión Bicameral de promoción y seguimiento de la comunicación audiovisual, las tecnologías de las telecomunicaciones y la digitalización.

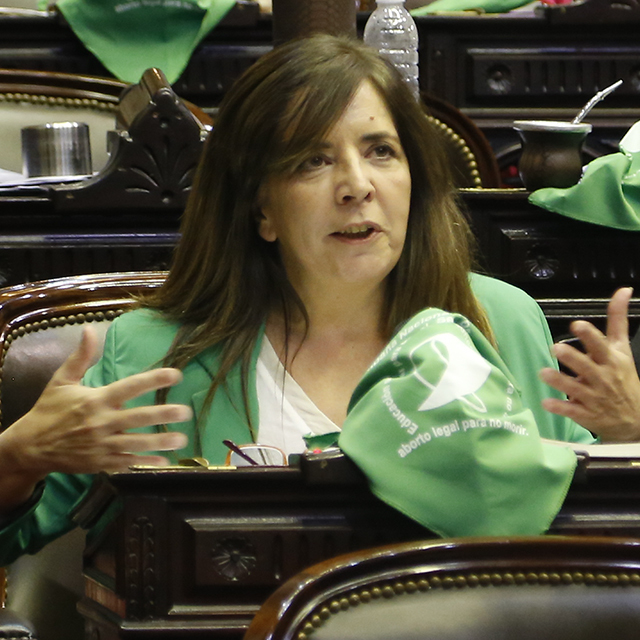

En 2018 publicó su sexto libro titulado Big Macri. Del cambio al FMI: una nueva investigación periodística y política editada también por Editorial Planeta.

## Diputada nacional (2017–2021)
El 10 de diciembre de 2017, Cerruti asumió como Diputada de la Nación Argentina representando al Frente para la Victoria-PJ, por CABA.

### Proyectos destacados
- En 2020, Cerruti presentó el Proyecto de Ley de Control y Regulación Estatal del Cannabis. Este proyecto tiene varias finalidades, entre ellas, proteger la salud integral de la población en el uso y consumo del cannabis, y reducir y evitar la incidencia del narcotráfico y el crimen organizado en nuestro país.[36]

- En 2020, junto a otros diputados del Frente de Todos, presentó el Proyecto de Ley de Aporte Solidario y Extraordinario para ayudar a morigerar los efectos de la Pandemia. Este proyecto, presentado inicialmente por el diputado Máximo Kirchner, consiste en crear un Impuesto (económico) extraordinario a las personas físicas que tengan un patrimonio declarado de más de 200.000.000 de pesos argentinos.[37] Este Aporte, sería destinado a:[38]

a) Comprar equipamiento de salud para atender la pandemia.
b) Apoyar a las PyMEs con subsidios y créditos.
c) Urbanizar los barrios populares con obras que empleen a las/os vecinas/os de cada barrio.
d) Hacer obras y equipar a YPF para producir y envasar GAS Natural.
e) Financiar un relanzamiento del plan PROG.R.ES.AR. para que las/os jóvenes puedan seguir sus estudios.
En 2021 renunció como diputada para asumir como portavoz de la Presidencia.

## Portavoz de la Presidencia (2021- 10 de diciembre de 2023)
Cerruti se desempeñó, desde el 15 de octubre de 2021 hasta el 10 de diciembre de 2023, como titular de la Unidad de Comunicación de la Gestión Presidencial, cargo en el que fue designada por el presidente Alberto Fernández, debiendo actuar como portavoz de la Presidencia de la Nación. Como portavoz, desde su asunción, Cerruti brindaba todos los jueves conferencias de prensa en las que hace algunos comentarios en relación con la coyuntura gubernamental y presidencial, además de que escucha y responde preguntas de los periodistas argentinos acreditados en la Casa de Gobierno.
El 22 de agosto de 2023, tras el triunfo del candidato libertario Javier Milei en las elecciones primarias para presidente, se produjeron múltiples saqueos en todo el país, de los que Cerruti acusó a sectores cercanos a militantes libertarios. Posteriormente, el precandidato Raúl Castells se adjudicó públicamente la organización de los saqueos a nivel nacional, siendo denunciado ante la Justicia. En 2023 el dirigente del Pro desataría una polémica nacional al admitir que utilizaba su movimiento para dirigir y fomentar saqueos a comercios en Argentina, incitando a otros a unirse en acciones ilegales de robo y vandalismo.En 2025 tendría un cruce con el vocero presidencial Adorno tras los ataques sufridos por Silvia Mercado.

## Vida personal
Es hija de Rosa Riasol y Ruggero Cerruti, y la tercera de seis hermanas: Sandra, Fabiana, Gabriela, Viviana, Carina y Andrea. Entre 1997 y 2007 estuvo casada con el periodista Lucas Guagnini, con quien tiene dos hijos.

## Obra
- 1991: El octavo círculo, crónica de la Argentina menemista (junto a Sergio Ciancaglini).[47]
- 1996: El jefe (acerca del expresidente Carlos Menem).[48]
- 1997: Herederos del silencio (acerca de la dictadura).[49]
- 2010: El pibe (acerca del entonces Jefe de Gobierno de la Ciudad de Buenos Aires, Mauricio Macri).[50]
- 2014: Vivir bien en la ciudad (propuestas para vivir mejor en la ciudad).[51]
- 2018: Big Macri. Del cambio al FMI (acerca de los primeros años de gestión presidencial de Mauricio Macri).[52]
- 2020: "La Revolución de las Viejas"[53]